# Moss Flora of North America
Moss Flora of North America (abreviado Moss Fl. N. Amer.) es un libro con ilustraciones y descripciones botánicas que fue escrito por Abel Joel Grout y publicado en Nueva York y Newfane (Vermont) en 3 volúmenes en los años 1928-40.

## Publicación
- Volumen nº 1, p. 1-61, Oct 1936; p. 62-135, Aug 1937; p. 137-192, Oct 1938; 196-264, Jul 1939.
- Volumen nº 2, p. 1-66, Nov 1933; p. 67-138, May 1935; p. 139-210, Dec 1935; p. 211-284, Sep 1940.
- Volumen nº 3, p. 1-62, Sep 1928; p. 63-114, Jun 1931; p. 115-178, Nov 1932; p. 179-277, Aug 1934